# Morris Kallon
Morris Hassan Kallon (* 1. Januar 1964 in Bo) ist ein ehemaliger paramilitärischer Kommandeur der Revolutionary United Front (RUF) in Sierra Leone. Er ist einer von nur drei führenden Personen der RUF aus dem Bürgerkrieg in Sierra Leone, der für seine Kriegsverbrechen zur Verantwortung gezogen wurde.
Kallon nahm von 1992 bis 2002  hochrangige Positionen in der RUF ein.
Am 7. März 2003 wurde Kallon verhaftet und musste sich ab dem 5. Juli 2004, gemeinsam mit Augustine Gbao und Issa Sesay, vor dem Sondergerichtshof für Sierra Leone verantworten. Am 25. Februar 2009 wurde Kallon in 16 der 18 Anklagepunkte wegen Kriegsverbrechen und Verbrechen gegen die Menschlichkeit verurteilt. Er erhielt eine Freiheitsstrafe von 40 Jahren, die er im Mpanga-Gefängnis in Ruanda verbüßt.